# Molossus melini
Molossus melini — вид рукокрилих ссавців із родини молосових (Molossidae), що проживає в Аргентині.

## Опис
Новий вид можна відрізнити від споріднених за загальним сильним помаранчевим забарвленням, довжиною передпліччя > 41 мм, двоколірними довгими спинними волосками (≈ 5 мм), довгою і вигнутою вперед (кліщоподібною) верхівкою різців, та ін. Видове дерево, оцінене за з'єднанням мітохондріальних та ядерних генів, свідчить про те, що Molossus melini є базальним усередині клади, утвореної ((M. aztecus, M. rufus), ((M. currentium, M. pretiosus), M. sinaloae)).

## Поширення
Проживає в Аргентині, Санта-Фе.

## Етимологія
Назва melini стосується Касіка Меліна (англ. Cacique Melin), лідера «Лос Ранкелес» (англ. Los Ranqueles), корінного племені з цього регіону, який був убитий на березі лагуни Мелінкю (названа на честь Меліна та його сина Кю, який також загинув у тому ж бою), поблизу типової місцевості виду.